# Euploea monticola
Euploea monticola är en fjärilsart som beskrevs av Dudley Moulton 1921. Euploea monticola ingår i släktet Euploea och familjen praktfjärilar. Inga underarter finns listade i Catalogue of Life.